# 皮特·德雅尔丹
皮特·德雅尔丹（法語：Pete Desjardins，1907年4月12日—1985年5月6日），美国男子跳水运动员。他曾代表美国参加1924年和1928年夏季奥林匹克运动会跳水比赛，获得二枚金牌和一枚银牌。